# Харрис, Билли (теннисист)
Билли Харрис (англ. Billy Harris; род. 25 января 1995, Ноттингем, Восточный Мидленд) — британский профессиональный теннисист. Победитель одного турнира ATP Challenger в парном разряде; и финалист двух турниров ATP Challenger в одиночном разряде; победитель двенадцати турниров ITF (5 — в одиночном разряде).
С 2024 года Харрис представляет Великобританию на Кубке Дэвиса, где его рекорд W/L: 1—2.

## Общая информация
Родился 25 января 1995 года в Ноттингеме, в Ноттингемшире, в Англии.

## Спортивная карьера
В 2015—2022 годах стал победителем одного турнира ATP серии «челленджер» и семи турниров ITF серии «фьючерс» в парном разряде.
И в 2021—2022 годах стал победителем ещё пяти турниров ITF серии «фьючерс» в одиночном разряде.

### 2024
В начале июля 2024 года проучил wild-card в основную сетку одиночного разряда Уимблдонского турнира, где он в первом круге за четыре сета проиграл испанцу Хауме Мунару со счётом 4-6, 4-6, 6-3, 3-6.
Он также участвовал в парном разряде данного Уимблдонского турнира вместе с соотечественником Лиамом Броуди, но в первом же круге они проиграли американской паре Кристофер Юбэнкс и Эван Кинг.